# Nearly Spliced
Nearly Spliced è un cortometraggio del 1921 diretto da J.C. Miller.

## Trama
Leon è uno sposo che deve arrivare in chiesa per tempo. Nonostante svariate disavventure che gli si mettono d'intralcio, ce la farà.